# Premier League
Premier League este o competiție profesionistă pentru cluburi de fotbal, localizată în primul eșalon al sistemului de ligi ale fotbalului englez. Disputată de 20 de cluburi, se bazează pe un sistem de promovare și retrogradare în Football League. Sezonul începe în august și se termină în mai. Fiecare echipă dispută câte 38 de meciuri, ajungându-se la 380 de meciuri într-un sezon. Multe dintre meciuri au loc sâmbăta și duminica. A fost cunoscută ca The Premiership din 1993 până în 2007. Este una dintre cele mai valoroase competiții din punct de vedere fotbalistic.
Competiția a fost fondată pe 20 februarie 1992 ca FA Premier League conform deciziei echipelor din Football League First Division care doreau desființarea vechii competiții The Football League creată în 1888 pentru a pune la cale un sistem mai profitabil în ceea ce privește drepturile de televiziune.
De atunci The Premier League a devenit cea mai urmărită ligă de fotbal din lume. Este cea mai profitabilă ligă, profiturile totale ajungând la peste 2 miliarde de £ în sezonul 2008–09. Este în acest moment pe prima poziție în ierarhia UEFA pe baza performanțelor din cupele europene în ultimii 5 ani, urmată de La Liga spaniolă și Bundesliga germană.
Din 1888, 24 de cluburi au câștigat trofeul. Dintre cele 44 de echipe care au luat parte la Premier League începând cu anul 1992, șapte au câștigat titlul: Manchester United (13 titluri) Arsenal (3), Chelsea (5), Manchester City (6),  Liverpool (2),Blackburn Rovers (1) și Leicester City (1). Actuală campioană este Liverpool, care a cucerit campionatul în sezonul 2024-2025.

## Clasamentul UEFA
Coeficientul UEFA în 2025
- 1  Premier League
- 2  Serie A
- 3  La Liga
- 4  Bundesliga
- 5  Ligue 1

## Istorie

### Origini
În ciuda succeselor semnificative în competițiile europene din timpul anilor 1970 și începutul anilor 1980, sfârșitul anilor '80 a reprezentat un punct de cotitură în fotbalul englez. Stadioanele se prăbușeau, suporterii aveau condiții proaste iar huliganismul era prezent mai tot timpul pe stadioanele din Anglia. Mai mult, cluburile engleze au fost interzise timp de 5 ani din competițiile europene din cauza dezastrului de la Heysel din 1985. Football League First Division, care a reprezentat primul eșalon de fotbal tocmai din în 1888, a ajuns cu mult sub Serie A și La Liga ca număr de spectatori și venituri, iar mulți jucători de top au ales să joace în Spania sau Italia pentru condiții și salarii mai bune. Totuși, la începutul anilor '90 lucrurile s-au mai îmbunătățit; la Campionatul Mondial de Fotbal 1990 Anglia a ajuns până în semifinale. UEFA a ridicat interdicția de cinci ani pentru cluburile engleze în anul 1990. Manchester United câștigă Cupa Cupelor UEFA în 1991 și se introduc noi norme de siguranță prin raportul Taylor din luna ianuarie a aceluiași an care a dus la renovări costisitoare pentru ca fiecare spectator să stea pe un scaun și nu în picioare.
Banii din drepturile de televizare au devenit mult mai importanți; the Football League a primit £6.3 milioane pentru un acord pe doi ani în 1986, dar la reînnoirea contractului în 1988, prețul a crescut la £44 milioane pentru patru ani.
Negocierile din 1988 au reprezentat primele semne ale unei ligi separatiste; zece cluburi amenințau că vor pleca și vor forma o „super ligă”, dar au fost convinse în cele din urmă să rămână. Cum stadioanele s-au modernizat și s-au obținut mai mulți bani, echipele de top au vrut să părăsească din nou competiția în încercarea de a primi mai mulți bani.

## Trofeul
Actualul trofeu al Premier League a fost creat de Royal Jewellers Asprey of London. Cântărește 25 kg și are 76 cm înălțime, 43 cm lățime și 25 cm grosime. Este făcut din argint veritabil și argint aurit, iar baza este făcută din malachit, o piatră semiprețioasă, ai cărei culori seamănă cu cea a unui teren de fotbal. Aceasta are o bandă de argint în jurul circumferinței sale, pe care sunt trecute numele cluburilor câștigătoare.
Designul trofeului se bazează pe heraldica cu Trei lei care simbolizează fotbalul englez. Doi dintre lei se află pe mânerele trofeului, iar al treilea reprezintă căpitanul echipei câștigătoare care ridică titlul, și coroana sa de aur, deasupra capului la sfârșitul sezonului. În 2004, o replică din aur a trofeului a fost creată pentru a comemora performanța echipei Arsenal FC care a câștigat titlul fără nici o înfrângere.

## Sponsorizare
Premier League a fost sponsorizată începând din 1993. Sponsorul a dat și numele ligii. Până acum a avut numai trei sponsori.
- 1993–2001: Carling (FA Carling Premiership)[5]
- 2001–2004: Barclaycard (Barclaycard Premiership)[5]
- 2004–2007: Barclays (Barclays Premiership)[5]
- 2007–prezent: Barclays (Barclays Premier League)[13]

Pe lângă sponsorul principal, Premier League are mulți parteneri oficiali și distribuitori. Furnizorul mingilor oficiale este Nike, preluând această responsabilitate din sezonul 2000–01 de la Mitre.

## Palmares
Titluri câștigate de club (%)
     Liverpool – 20 (15,9%)
     Manchester United – 20 (15,9%)
     Arsenal – 13 (10,3%)
     Manchester City – 10 (7,9%)
     Everton – 9 (7,1%)
     Aston Villa – 7 (5,6%)
     Sunderland – 6 (4,8%)
     Chelsea - 6 (4,8%)
     Sheffield Wednesday - 4 (3,2%)
| Club Sportiv        | 1  | Ultima oară | 2  | Ultima oară | 3 | Ultima oară |
| ------------------- | -- | ----------- | -- | ----------- | - | ----------- |
| Manchester United   | 20 | 2013        | 17 | 2021        | 8 | 2023        |
| Liverpool           | 20 | 2025        | 15 | 2022        | 9 | 2024        |
| Arsenal             | 13 | 2004        | 11 | 2024        | 9 | 2015        |
| Manchester City     | 10 | 2024        | 6  | 2020        | 5 | 2017        |
| Everton             | 9  | 1987        | 7  | 1998        | 7 | 1978        |
| Aston Villa         | 7  | 1981        | 10 | 1993        | 2 | 1929        |
| Sunderland          | 6  | 1936        | 5  | 1935        | 8 | 1950        |
| Chelsea             | 6  | 2017        | 4  | 2011        | 9 | 2022        |
| Newcastle           | 4  | 1927        | 2  | 1997        | 4 | 2003        |
| Sheffield Wednesday | 4  | 1930        | 1  | 1961        | 7 | 1992        |
| Wolves              | 3  | 1959        | 5  | 1960        | 6 | 1961        |
| Leeds United        | 3  | 1992        | 5  | 1972        | 2 | 2000        |
| Huddersfield        | 3  | 1926        | 3  | 1934        | 3 | 1954        |
| Blackburn Rovers    | 3  | 1995        | 1  | 1994        | 3 | 1915        |
| Preston             | 2  | 1890        | 6  | 1958        | 2 | 1957        |
| Tottenham           | 2  | 1961        | 5  | 2017        | 8 | 2018        |
| Derby               | 2  | 1975        | 3  | 1936        | 4 | 1974        |
| Burnley             | 2  | 1960        | 2  | 2005        | 5 | 1966        |
| Portsmouth          | 2  | 1950        | -  | -           | 1 | 1955        |
| Nottingham Forest   | 1  | 1978        | 2  | 1979        | 4 | 1995        |
| Ipswich             | 1  | 1962        | 2  | 1982        | 3 | 1980        |
| West Bromwich       | 1  | 1920        | 2  | 1954        | 1 | 1979        |
| Sheffield United    | 1  | 1898        | 2  | 1900        | - | -           |
| Leicester           | 1  | 2016        | 1  | 1929        | 1 | 1928        |
| Charlton            | -  | -           | 1  | 1937        | 1 | 1939        |
| Blackpool           | -  | -           | 1  | 1956        | 1 | 1951        |
| Bristol City        | -  | -           | 1  | 1907        | - | -           |
| Oldham              | -  | -           | 1  | 1915        | - | -           |
| Cardiff             | -  | -           | 1  | 1924        | - | -           |
| QPR                 | -  | -           | 1  | 1976        | - | -           |
| Watford             | -  | -           | 1  | 1983        | - | -           |
| Southampton         | -  | -           | 1  | 1984        | - | -           |
| Bolton              | -  | -           | -  | -           | 3 | 1925        |
| Notts County        | -  | -           | -  | -           | 2 | 1901        |
| Middlesbrough       | -  | -           | -  | -           | 1 | 1914        |
| West Ham            | -  | -           | -  | -           | 1 | 1986        |
| Crystal Palace      | -  | -           | -  | -           | 1 | 1991        |
| Norwich             | -  | -           | -  | -           | 1 | 1993        |

## Palmaresul pe orașe
| Orașul              | Titluri | Cluburi                                          |
| ------------------- | ------- | ------------------------------------------------ |
| Manchester          | 30      | Manchester United (20), Manchester City (10)     |
| Liverpool           | 29      | Liverpool FC (20), Everton (9)                   |
| Londra              | 21      | Arsenal (13), Chelsea (6), Tottenham (2)         |
| Birmingham          | 7       | Aston Villa (7),                                 |
| Sunderland          | 6       | Sunderland AFC (6),                              |
| Sheffield           | 5       | Sheffield Wednesday (4), Sheffield United FC (1) |
| Newcastle-upon-Tyne | 4       | Newcastle United (4),                            |
| Wolverhampton       | 3       | Wolves (3),                                      |
| Leeds               | 3       | Leeds United (3),                                |
| Huddersfield        | 3       | Huddersfield Town FC (3),                        |
| Blackburn           | 3       | Blackburn Rovers FC (3),                         |
| Preston             | 2       | Preston (2)                                      |
| Derby               | 2       | Derby County FC (2)                              |
| Burnley             | 2       | Burnley FC (2)                                   |
| Portsmouth          | 2       | Portsmouth F.C. (2)                              |
| Nottingham          | 1       | Nottingham Forest FC (1)                         |
| Ipswich             | 1       | Ipswich Town FC (1)                              |
| West Bromwich       | 1       | West Bromwich Albion FC (1)                      |
| Leicester           | 1       | Leicester City FC (1)                            |

## Echipele în top 3
| Sezon | Campioană | Locul 2 | Locul 3 | Sezon | Campioană | Locul 2 | Locul 3 |

| 2025 | Liverpool         |                   |                   | 2026 |                   |                   |                   |
| 2023 | Manchester City   | Arsenal           | Manchester United | 2024 | Manchester City   | Arsenal           | Liverpool         |
| 2021 | Manchester City   | Manchester United | Liverpool         | 2022 | Manchester City   | Liverpool         | Chelsea           |
| 2019 | Manchester City   | Liverpool         | Chelsea           | 2020 | Liverpool         | Manchester City   | Manchester United |
| 2017 | Chelsea           | Tottenham         | Manchester City   | 2018 | Manchester City   | Manchester United | Tottenham         |
| 2015 | Chelsea           | Manchester City   | Arsenal           | 2016 | Leicester         | Arsenal           | Tottenham         |
| 2013 | Manchester United | Manchester City   | Chelsea           | 2014 | Manchester City   | Liverpool         | Chelsea           |
| 2011 | Manchester United | Chelsea           | Manchester City   | 2012 | Manchester City   | Manchester United | Arsenal           |
| 2009 | Manchester United | Liverpool         | Chelsea           | 2010 | Chelsea           | Manchester United | Arsenal           |
| 2007 | Manchester United | Chelsea           | Liverpool         | 2008 | Manchester United | Chelsea           | Arsenal           |
| 2005 | Chelsea           | Arsenal           | Manchester United | 2006 | Chelsea           | Manchester United | Liverpool         |
| 2003 | Manchester United | Arsenal           | Newcastle         | 2004 | Arsenal           | Chelsea           | Manchester United |
| 2001 | Manchester United | Arsenal           | Liverpool         | 2002 | Arsenal           | Liverpool         | Manchester United |
| 1999 | Manchester United | Arsenal           | Chelsea           | 2000 | Manchester United | Arsenal           | Leeds United      |
| 1997 | Manchester United | Newcastle         | Arsenal           | 1998 | Arsenal           | Manchester United | Liverpool         |
| 1995 | Blackburn Rovers  | Manchester United | Nottingham Forest | 1996 | Manchester United | Newcastle         | Liverpool         |
| 1993 | Manchester United | Aston Villa       | Norwich           | 1994 | Manchester United | Blackburn Rovers  | Newcastle         |

| Sezon | Campioană | Locul 2 | Locul 3 | Sezon | Campioană | Locul 2 | Locul 3 |

| 1991    | Arsenal                                                  | Liverpool                                                | Crystal Palace                                           | 1992    | Leeds United                                                       | Manchester United                                                  | Sheffield Wednesday                                                |
| 1989    | Arsenal                                                  | Liverpool                                                | Nottingham Forest                                        | 1990    | Liverpool                                                          | Aston Villa                                                        | Tottenham                                                          |
| 1987    | Everton                                                  | Liverpool                                                | Tottenham                                                | 1988    | Liverpool                                                          | Manchester United                                                  | Nottingham Forest                                                  |
| 1985    | Everton                                                  | Liverpool                                                | Tottenham                                                | 1986    | Liverpool                                                          | Everton                                                            | West Ham                                                           |
| 1983    | Liverpool                                                | Watford                                                  | Manchester United                                        | 1984    | Liverpool                                                          | Southampton                                                        | Nottingham Forest                                                  |
| 1981    | Aston Villa                                              | Ipswich                                                  | Arsenal                                                  | 1982    | Liverpool                                                          | Ipswich                                                            | Manchester United                                                  |
| 1979    | Liverpool                                                | Nottingham Forest                                        | West Bromwich                                            | 1980    | Liverpool                                                          | Manchester United                                                  | Ipswich                                                            |
| 1977    | Liverpool                                                | Manchester City                                          | Ipswich                                                  | 1978    | Nottingham Forest                                                  | Liverpool                                                          | Everton                                                            |
| 1975    | Derby                                                    | Liverpool                                                | Ipswich                                                  | 1976    | Liverpool                                                          | QPR                                                                | Manchester United                                                  |
| 1973    | Liverpool                                                | Arsenal                                                  | Leeds United                                             | 1974    | Leeds United                                                       | Liverpool                                                          | Derby                                                              |
| 1971    | Arsenal                                                  | Leeds United                                             | Tottenham                                                | 1972    | Derby                                                              | Leeds United                                                       | Liverpool                                                          |
| 1969    | Leeds United                                             | Liverpool                                                | Everton                                                  | 1970    | Everton                                                            | Leeds United                                                       | Chelsea                                                            |
| 1967    | Manchester United                                        | Nottingham Forest                                        | Tottenham                                                | 1968    | Manchester City                                                    | Manchester United                                                  | Liverpool                                                          |
| 1965    | Manchester United                                        | Leeds United                                             | Chelsea                                                  | 1966    | Liverpool                                                          | Leeds United                                                       | Burnley                                                            |
| 1963    | Everton                                                  | Tottenham                                                | Burnley                                                  | 1964    | Liverpool                                                          | Manchester United                                                  | Everton                                                            |
| 1961    | Tottenham                                                | Sheffield Wednesday                                      | Wolves                                                   | 1962    | Ipswich                                                            | Burnley                                                            | Tottenham                                                          |
| 1959    | Wolves                                                   | Manchester United                                        | Arsenal                                                  | 1960    | Burnley                                                            | Wolves                                                             | Tottenham                                                          |
| 1957    | Manchester United                                        | Tottenham                                                | Preston                                                  | 1958    | Wolves                                                             | Preston                                                            | Tottenham                                                          |
| 1955    | Chelsea                                                  | Wolves                                                   | Portsmouth                                               | 1956    | Manchester United                                                  | Blackpool                                                          | Wolves                                                             |
| 1953    | Arsenal                                                  | Preston                                                  | Wolves                                                   | 1954    | Wolves                                                             | West Bromwich                                                      | Huddersfield                                                       |
| 1951    | Tottenham                                                | Manchester United                                        | Blackpool                                                | 1952    | Manchester United                                                  | Tottenham                                                          | Arsenal                                                            |
| 1949    | Portsmouth                                               | Manchester United                                        | Derby                                                    | 1950    | Portsmouth                                                         | Wolves                                                             | Sunderland                                                         |
| 1947    | Liverpool                                                | Manchester United                                        | Wolves                                                   | 1948    | Arsenal                                                            | Manchester United                                                  | Burnley                                                            |
| 1939    | Everton                                                  | Wolves                                                   | Charlton                                                 | 1940-46 | Campionatul suspendat din cauza celui de-al doilea război mondial. | Campionatul suspendat din cauza celui de-al doilea război mondial. | Campionatul suspendat din cauza celui de-al doilea război mondial. |
| 1937    | Manchester City                                          | Charlton                                                 | Arsenal                                                  | 1938    | Arsenal                                                            | Wolves                                                             | Preston                                                            |
| 1935    | Arsenal                                                  | Sunderland                                               | Sheffield Wednesday                                      | 1936    | Sunderland                                                         | Derby                                                              | Huddersfield                                                       |
| 1933    | Arsenal                                                  | Aston Villa                                              | Sheffield Wednesday                                      | 1934    | Arsenal                                                            | Huddersfield                                                       | Tottenham                                                          |
| 1931    | Arsenal                                                  | Aston Villa                                              | Sheffield Wednesday                                      | 1932    | Everton                                                            | Arsenal                                                            | Sheffield Wednesday                                                |
| 1929    | Sheffield Wednesday                                      | Leicester                                                | Aston Villa                                              | 1930    | Sheffield Wednesday                                                | Derby                                                              | Manchester City                                                    |
| 1927    | Newcastle                                                | Huddersfield                                             | Sunderland                                               | 1928    | Everton                                                            | Huddersfield                                                       | Leicester                                                          |
| 1925    | Huddersfield                                             | West Bromwich                                            | Bolton                                                   | 1926    | Huddersfield                                                       | Arsenal                                                            | Sunderland                                                         |
| 1923    | Liverpool                                                | Sunderland                                               | Huddersfield                                             | 1924    | Huddersfield                                                       | Cardiff                                                            | Sunderland                                                         |
| 1921    | Burnley                                                  | Manchester City                                          | Bolton                                                   | 1922    | Liverpool                                                          | Tottenham                                                          | Burnley                                                            |
| 1916-19 | Campionatul suspendat din cauza primului război mondial. | Campionatul suspendat din cauza primului război mondial. | Campionatul suspendat din cauza primului război mondial. | 1920    | West Bromwich                                                      | Burnley                                                            | Chelsea                                                            |
| 1914    | Blackburn Rovers                                         | Aston Villa                                              | Middlesbrough                                            | 1915    | Everton                                                            | Oldham                                                             | Blackburn Rovers                                                   |
| 1912    | Blackburn Rovers                                         | Everton                                                  | Newcastle                                                | 1913    | Sunderland                                                         | Aston Villa                                                        | Sheffield Wednesday                                                |
| 1910    | Aston Villa                                              | Liverpool                                                | Blackburn Rovers                                         | 1911    | Manchester United                                                  | Aston Villa                                                        | Sunderland                                                         |
| 1908    | Manchester United                                        | Aston Villa                                              | Manchester City                                          | 1909    | Newcastle                                                          | Everton                                                            | Sunderland                                                         |
| 1906    | Liverpool                                                | Preston                                                  | Sheffield Wednesday                                      | 1907    | Newcastle                                                          | Bristol City                                                       | Everton                                                            |
| 1904    | Sheffield Wednesday                                      | Manchester City                                          | Everton                                                  | 1905    | Newcastle                                                          | Everton                                                            | Manchester City                                                    |
| 1902    | Sunderland                                               | Everton                                                  | Newcastle                                                | 1903    | Sheffield Wednesday                                                | Aston Villa                                                        | Sunderland                                                         |
| 1900    | Aston Villa                                              | Sheffield United                                         | Sunderland                                               | 1901    | Liverpool                                                          | Sunderland                                                         | Notts County                                                       |
| 1898    | Sheffield United                                         | Sunderland                                               | Wolves                                                   | 1899    | Aston Villa                                                        | Liverpool                                                          | Burnley                                                            |
| 1896    | Aston Villa                                              | Derby                                                    | Everton                                                  | 1897    | Aston Villa                                                        | Sheffield United                                                   | Derby                                                              |
| 1894    | Aston Villa                                              | Sunderland                                               | Derby                                                    | 1895    | Sunderland                                                         | Everton                                                            | Aston Villa                                                        |
| 1892    | Sunderland                                               | Preston                                                  | Bolton                                                   | 1893    | Sunderland                                                         | Preston                                                            | Everton                                                            |
| 1890    | Preston                                                  | Everton                                                  | Blackburn Rovers                                         | 1891    | Everton                                                            | Preston                                                            | Notts County                                                       |
| 1889    | Preston                                                  | Aston Villa                                              | Wolves                                                   |         |                                                                    |                                                                    |                                                                    |

## Top 22
- Clasament cu echipele care au câștigat cele mai multe trofee majore pe plan intern.

| Top 22 | Club Sportiv      | Campionat | Cupa | Cupa Ligii | Supercupa | Total |
| ------ | ----------------- | --------- | ---- | ---------- | --------- | ----- |
| 1      | Manchester United | 20        | 13   | 6          | 21        | 60    |
| 2      | Liverpool         | 20        | 8    | 10         | 16        | 54    |
| 3      | Arsenal           | 13        | 14   | 2          | 17        | 46    |
| 4      | Manchester City   | 10        | 7    | 8          | 7         | 32    |
| 5      | Everton           | 9         | 5    | 0          | 9         | 23    |
| 6      | Chelsea           | 6         | 8    | 5          | 4         | 23    |
| 7      | Tottenham         | 2         | 8    | 4          | 7         | 21    |
| 8      | Aston Villa       | 7         | 7    | 5          | 1         | 20    |
| 9      | Wolves            | 3         | 4    | 2          | 4         | 13    |
| 10     | Newcastle         | 4         | 6    | 1          | 1         | 12    |
| 11     | Blackburn Rovers  | 3         | 6    | 1          | 1         | 11    |

| Top 22 | Club Sportiv        | Campionat | Cupa | Cupa Ligii | Supercupa | Total |
| ------ | ------------------- | --------- | ---- | ---------- | --------- | ----- |
| 12     | Sunderland          | 6         | 2    | 0          | 1         | 9     |
| 13     | Sheffield Wednesday | 4         | 3    | 1          | 1         | 9     |
| 14     | West Bromwich       | 1         | 5    | 1          | 2         | 9     |
| 15     | Nottingham Forest   | 1         | 2    | 4          | 1         | 8     |
| 16     | Leeds United        | 3         | 1    | 1          | 2         | 7     |
| 17     | Leicester           | 1         | 1    | 3          | 2         | 7     |
| 18     | Huddersfield        | 3         | 1    | 0          | 1         | 5     |
| 19     | Portsmouth          | 2         | 2    | 0          | 1         | 5     |
| 20     | Burnley             | 2         | 1    | 0          | 2         | 5     |
| 21     | Sheffield United    | 1         | 4    | 0          | 0         | 5     |
| 22     | Bolton              | 0         | 4    | 0          | 1         | 5     |

## Palmares în competițiile europene și internaționale
| Club Sportiv      | Liga Campionilor | Liga Campionilor | Cupa Campionilor | Cupa Campionilor | Europa League | Europa League | Cupa UEFA | Cupa UEFA | Cupa Orașelor Târguri | Cupa Orașelor Târguri | Cupa Cupelor | Cupa Cupelor | Supercupa Europei | Supercupa Europei | CM al Cluburilor | CM al Cluburilor | Cupa Intercontinentală | Cupa Intercontinentală | Cupa Intertoto | Cupa Intertoto |
| Club Sportiv      | Campioni         | Pierdut          | Campioni         | Pierdut          | Campioni      | Pierdut       | Campioni  | Pierdut   | Campioni              | Pierdut               | Campioni     | Pierdut      | Campioni          | Pierdut           | Campioni         | Pierdut          | Campioni               | Pierdut                | Campioni       | Pierdut        |
| ----------------- | ---------------- | ---------------- | ---------------- | ---------------- | ------------- | ------------- | --------- | --------- | --------------------- | --------------------- | ------------ | ------------ | ----------------- | ----------------- | ---------------- | ---------------- | ---------------------- | ---------------------- | -------------- | -------------- |
| Liverpool         | 2                | 3                | 4                | 1                | 0             | 1             | 3         | 0         | -                     | -                     | 0            | 1            | 4                 | 2                 | 1                | 1                | 0                      | 2                      | -              | -              |
| Manchester United | 2                | 2                | 1                | 0                | 1             | 1             | -         | -         | -                     | -                     | 1            | 0            | 1                 | 3                 | 1                | 0                | 1                      | 1                      | -              | -              |
| Chelsea           | 2                | 1                | -                | -                | 2             | 0             | -         | -         | -                     | -                     | 2            | 0            | 1                 | 3                 | 0                | 1                | -                      | -                      | -              | -              |
| Nottingham        | -                | -                | 2                | 0                | -             | -             | -         | -         | -                     | -                     | -            | -            | 1                 | 1                 | -                | -                | 0                      | 1                      | -              | -              |
| Aston Villa       | -                | -                | 1                | 0                | -             | -             | -         | -         | -                     | -                     | -            | -            | 1                 | 0                 | -                | -                | 0                      | 1                      | 2              | 0              |
| Manchester City   | 1                | 1                | -                | -                | -             | -             | -         | -         | -                     | -                     | 1            | 0            | -                 | -                 | -                | -                | -                      | -                      | -              | -              |
| Arsenal           | 0                | 1                | -                | -                | 0             | 1             | 0         | 1         | 1                     | 0                     | 1            | 2            | 0                 | 1                 | -                | -                | -                      | -                      | -              | -              |
| Tottenham         | 0                | 1                | -                | -                | -             | -             | 2         | 1         | -                     | -                     | 1            | 0            | -                 | -                 | -                | -                | -                      | -                      | -              | -              |
| Leeds United      | -                | -                | 0                | 1                | -             | -             | -         | -         | 2                     | 1                     | 0            | 1            | -                 | -                 | -                | -                | -                      | -                      | -              | -              |
| Fulham            | -                | -                | -                | -                | 0             | 1             | -         | -         | -                     | -                     | -            | -            | -                 | -                 | -                | -                | -                      | -                      | 1              | 0              |
| Ipswich           | -                | -                | -                | -                | -             | -             | 1         | 0         | -                     | -                     | -            | -            | -                 | -                 | -                | -                | -                      | -                      | -              | -              |
| Middlesbrough     | -                | -                | -                | -                | -             | -             | 0         | 1         | -                     | -                     | -            | -            | -                 | -                 | -                | -                | -                      | -                      | -              | -              |
| Wolves            | -                | -                | -                | -                | -             | -             | 0         | 1         | -                     | -                     | -            | -            | -                 | -                 | -                | -                | -                      | -                      | -              | -              |
| Newcastle         | -                | -                | -                | -                | -             | -             | -         | -         | 1                     | 0                     | -            | -            | -                 | -                 | -                | -                | -                      | -                      | 1              | 1              |
| Birmingham        | -                | -                | -                | -                | -             | -             | -         | -         | 0                     | 2                     | -            | -            | -                 | -                 | -                | -                | -                      | -                      | -              | -              |
| Londra XI         | -                | -                | -                | -                | -             | -             | -         | -         | 0                     | 1                     | -            | -            | -                 | -                 | -                | -                | -                      | -                      | -              | -              |
| West Ham          | -                | -                | -                | -                | -             | -             | -         | -         | -                     | -                     | 1            | 1            | -                 | -                 | -                | -                | -                      | -                      | 1              | 0              |
| Everton           | -                | -                | -                | -                | -             | -             | -         | -         | -                     | -                     | 1            | 0            | -                 | -                 | -                | -                | -                      | -                      | -              | -              |
| Blackburn         | -                | -                | -                | -                | -             | -             | -         | -         | -                     | -                     | -            | -            | -                 | -                 | -                | -                | -                      | -                      | 1              | 0              |

### Clasament pe competiții

#### Liga Campionilor
| Liga Campionilor / Cupa Campionilor Europeni | Liga Campionilor / Cupa Campionilor Europeni | Liga Campionilor / Cupa Campionilor Europeni | Liga Campionilor / Cupa Campionilor Europeni | Liga Campionilor / Cupa Campionilor Europeni | Liga Campionilor / Cupa Campionilor Europeni |
| Locul                                        | Club Sportiv                                 | Campioni                                     | Anii                                         | Finaliști                                    | Anii                                         |
| -------------------------------------------- | -------------------------------------------- | -------------------------------------------- | -------------------------------------------- | -------------------------------------------- | -------------------------------------------- |
| 1                                            | Liverpool                                    | 6                                            | 1977, 1978, 1981, 1984, 2005, 2019           | 3                                            | 1985, 2007, 2018, 2022                       |
| 2                                            | Manchester United                            | 3                                            | 1968, 1999, 2008                             | 2                                            | 2009, 2011                                   |
| 3                                            | Chelsea                                      | 2                                            | 2012, 2021                                   | 1                                            | 2008                                         |
| 4                                            | Nottingham                                   | 2                                            | 1979, 1980                                   | -                                            |                                              |
| 5                                            | Manchester City                              | 1                                            | 2023                                         | 1                                            | 2021                                         |
| 6                                            | Aston Villa                                  | 1                                            | 1982                                         | -                                            |                                              |
| 7                                            | Leeds United                                 | -                                            |                                              | 1                                            | 1975                                         |
| 7                                            | Arsenal                                      | -                                            |                                              | 1                                            | 2006                                         |
| 7                                            | Tottenham                                    | -                                            |                                              | 1                                            | 2019                                         |

#### UEFA Europa League
| UEFA Europa League / Cupa UEFA / Cupa Orașelor Târguri | UEFA Europa League / Cupa UEFA / Cupa Orașelor Târguri | UEFA Europa League / Cupa UEFA / Cupa Orașelor Târguri | UEFA Europa League / Cupa UEFA / Cupa Orașelor Târguri | UEFA Europa League / Cupa UEFA / Cupa Orașelor Târguri | UEFA Europa League / Cupa UEFA / Cupa Orașelor Târguri |
| Locul                                                  | Club Sportiv                                           | Campioni                                               | Anii                                                   | Finaliști                                              | Anii                                                   |
| ------------------------------------------------------ | ------------------------------------------------------ | ------------------------------------------------------ | ------------------------------------------------------ | ------------------------------------------------------ | ------------------------------------------------------ |
| 1                                                      | Liverpool                                              | 3                                                      | 1973, 1976, 2001                                       | 1                                                      | 2016                                                   |
| 2                                                      | Tottenham                                              | 2                                                      | 1972, 1984                                             | 1                                                      | 1974                                                   |
| 2                                                      | Leeds United                                           | 2                                                      | 1968, 1971                                             | 1                                                      | 1967                                                   |
| 3                                                      | Chelsea                                                | 2                                                      | 2013, 2019                                             | -                                                      |                                                        |
| 4                                                      | Arsenal                                                | 1                                                      | 1970                                                   | 2                                                      | 2000, 2019                                             |
| 5                                                      | Manchester United                                      | 1                                                      | 2017                                                   | 1                                                      | 2021                                                   |
| 6                                                      | Ipswich Town                                           | 1                                                      | 1981                                                   | -                                                      |                                                        |
| 6                                                      | Newcastle United                                       | 1                                                      | 1969                                                   | -                                                      |                                                        |
| 7                                                      | Birmingham City                                        | -                                                      |                                                        | 2                                                      | 1960, 1961                                             |
| 8                                                      | Fulham                                                 | -                                                      |                                                        | 1                                                      | 2010                                                   |
| 8                                                      | Middlesbrough                                          | -                                                      |                                                        | 1                                                      | 2006                                                   |
| 8                                                      | Wolves                                                 | -                                                      |                                                        | 1                                                      | 1972                                                   |
| 8                                                      | London XI                                              | -                                                      |                                                        | 1                                                      | 1958                                                   |

#### Supercupa Europei
| Supercupa Europei | Supercupa Europei | Supercupa Europei | Supercupa Europei      | Supercupa Europei | Supercupa Europei |
| Locul             | Club Sportiv      | Campioni          | Anii                   | Finaliști         | Anii              |
| ----------------- | ----------------- | ----------------- | ---------------------- | ----------------- | ----------------- |
| 1                 | Liverpool         | 4                 | 1977, 2001, 2005, 2019 | 2                 | 1978, 1984        |
| 2                 | Manchester United | 1                 | 1991                   | 3                 | 1999, 2008, 2017  |
| 2                 | Chelsea           | 1                 | 1998                   | 3                 | 2012, 2013, 2019  |
| 3                 | Nottingham        | 1                 | 1979                   | 1                 | 1980              |
| 4                 | Aston Villa       | 1                 | 1982                   | -                 |                   |
| 4                 | Manchester City   | 1                 | 2023                   | -                 |                   |
| 6                 | Arsenal           | -                 |                        | 1                 | 1994              |

#### Campionatul Mondial al Cluburilor
| Campionatul Mondial al Cluburilor / Cupa Intercontinentală | Campionatul Mondial al Cluburilor / Cupa Intercontinentală | Campionatul Mondial al Cluburilor / Cupa Intercontinentală | Campionatul Mondial al Cluburilor / Cupa Intercontinentală | Campionatul Mondial al Cluburilor / Cupa Intercontinentală | Campionatul Mondial al Cluburilor / Cupa Intercontinentală |
| Locul                                                      | Club Sportiv                                               | Campioni                                                   | Anii                                                       | Finaliști                                                  | Anii                                                       |
| ---------------------------------------------------------- | ---------------------------------------------------------- | ---------------------------------------------------------- | ---------------------------------------------------------- | ---------------------------------------------------------- | ---------------------------------------------------------- |
| 1                                                          | Manchester United                                          | 2                                                          | 1999, 2008                                                 | 1                                                          | 1968                                                       |
| 2                                                          | Liverpool                                                  | 1                                                          | 2019                                                       | 3                                                          | 1981, 1984, 2005                                           |
| 3                                                          | Chelsea                                                    | 1                                                          | 2021                                                       | 1                                                          | 2012                                                       |
| 4                                                          | Manchester City                                            | 1                                                          | 2023                                                       | -                                                          |                                                            |
| 5                                                          | Nottingham                                                 | -                                                          |                                                            | 1                                                          | 1980                                                       |
| 5                                                          | Aston Villa                                                | -                                                          |                                                            | 1                                                          | 1982                                                       |

| Cupa Cupelor UEFA | Cupa Cupelor UEFA | Cupa Cupelor UEFA | Cupa Cupelor UEFA | Cupa Cupelor UEFA | Cupa Cupelor UEFA |
| Locul             | Club Sportiv      | Campioni          | Anii              | Finaliști         | Anii              |
| ----------------- | ----------------- | ----------------- | ----------------- | ----------------- | ----------------- |
| 1                 | Chelsea           | 2                 | 1971, 1998        | -                 |                   |
| 2                 | Arsenal           | 1                 | 1994              | 2                 | 1980, 1995        |
| 3                 | West Ham United   | 1                 | 1965              | 1                 | 1976              |
| 4                 | Tottenham         | 1                 | 1963              | -                 |                   |
| 4                 | Manchester City   | 1                 | 1970              | -                 |                   |
| 4                 | Everton           | 1                 | 1985              | -                 |                   |
| 4                 | Manchester United | 1                 | 1991              | -                 |                   |
| 5                 | Liverpool         | -                 |                   | 1                 | 1966              |
| 5                 | Leeds United      | -                 |                   | 1                 | 1973              |

| Cupa UEFA Intertoto | Cupa UEFA Intertoto | Cupa UEFA Intertoto | Cupa UEFA Intertoto | Cupa UEFA Intertoto | Cupa UEFA Intertoto |
| Locul               | Club Sportiv        | Campioni            | Anii                | Finaliști           | Anii                |
| ------------------- | ------------------- | ------------------- | ------------------- | ------------------- | ------------------- |
| 1                   | Aston Villa         | 2                   | 2001, 2008          | -                   |                     |
| 2                   | Newcastle United    | 1                   | 2006                | 1                   | 2001                |
| 3                   | West Ham United     | 1                   | 1999                | -                   |                     |
| 3                   | Fulham              | 1                   | 2002                | -                   |                     |
| 3                   | Blackburn Rovers    | 1                   | 2007                | -                   |                     |

### Finale
| Finale jucate în cupele europene și intercontinentale | Finale jucate în cupele europene și intercontinentale | Finale jucate în cupele europene și intercontinentale | Finale jucate în cupele europene și intercontinentale | Finale jucate în cupele europene și intercontinentale | Finale jucate în cupele europene și intercontinentale | Finale jucate în cupele europene și intercontinentale | Finale jucate în cupele europene și intercontinentale | Finale jucate în cupele europene și intercontinentale |
| Câștigate                                             | Câștigate                                             | Câștigate                                             | Câștigate                                             |                                                       | Pierdute                                              | Pierdute                                              | Pierdute                                              | Pierdute                                              |
| Anul                                                  | Campioni                                              | Scor                                                  | Adversar                                              | Anul                                                  | Învinși                                               | Scor                                                  | Adversar                                              |                                                       |
| ----------------------------------------------------- | ----------------------------------------------------- | ----------------------------------------------------- | ----------------------------------------------------- | ----------------------------------------------------- | ----------------------------------------------------- | ----------------------------------------------------- | ----------------------------------------------------- | ----------------------------------------------------- |
| 1963                                                  | Tottenham                                             | 5 - 1                                                 | Atlético Madrid                                       | 1958                                                  | London XI                                             | 2 - 8                                                 | FC Barcelona                                          |                                                       |
| 1965                                                  | West Ham United                                       | 2 - 0                                                 | 1860 München                                          | 1960                                                  | Birmingham City                                       | 1 - 4                                                 | FC Barcelona                                          |                                                       |
| 1968                                                  | Leeds United                                          | 1 - 0                                                 | Ferencváros                                           | 1961                                                  | Birmingham City                                       | 2 - 4                                                 | AS Roma                                               |                                                       |
| 1968                                                  | Manchester United                                     | 4 - 1                                                 | Benfica                                               | 1966                                                  | Liverpool                                             | 1 - 2                                                 | Borussia Dortmund                                     |                                                       |
| 1969                                                  | Newcastle United                                      | 6 - 2                                                 | Újpest                                                | 1967                                                  | Leeds United                                          | 0 - 2                                                 | Dinamo Zagreb                                         |                                                       |
| 1970                                                  | Arsenal                                               | 4 - 3                                                 | Anderlecht                                            | 1968                                                  | Manchester United                                     | 1 - 2                                                 | Estudiantes                                           |                                                       |
| 1970                                                  | Manchester City                                       | 2 - 1                                                 | Górnik Zabrze                                         | 1972                                                  | Wolves                                                | 2 - 3                                                 | Tottenham                                             |                                                       |
| 1971                                                  | Leeds United (a)                                      | 3 - 3                                                 | Juventus                                              | 1973                                                  | Leeds United                                          | 0 - 1                                                 | AC Milan                                              |                                                       |
| 1971                                                  | Chelsea                                               | 3 - 2                                                 | Real Madrid                                           | 1974                                                  | Tottenham                                             | 2 - 4                                                 | Feyenoord                                             |                                                       |
| 1972                                                  | Tottenham                                             | 3 - 2                                                 | Wolves                                                | 1975                                                  | Leeds United                                          | 0 - 2                                                 | Bayern München                                        |                                                       |
| 1973                                                  | Liverpool                                             | 3 - 2                                                 | Mönchengladbach                                       | 1976                                                  | West Ham United                                       | 2 - 4                                                 | Anderlecht                                            |                                                       |
| 1976                                                  | Liverpool                                             | 4 - 3                                                 | Club Brugge                                           | 1978                                                  | Liverpool                                             | 3 - 4                                                 | Anderlecht                                            |                                                       |
| 1977                                                  | Liverpool                                             | 3 - 1                                                 | Mönchengladbach                                       | 1980                                                  | Arsenal                                               | 0 - 0                                                 | Valencia (pen.)                                       |                                                       |
| 1977                                                  | Liverpool                                             | 7 - 1                                                 | Hamburger SV                                          | 1980                                                  | Nottingham Forest                                     | 2 - 2                                                 | Valencia (a)                                          |                                                       |
| 1978                                                  | Liverpool                                             | 1 - 0                                                 | Club Brugge                                           | 1980                                                  | Nottingham Forest                                     | 0 - 1                                                 | Nacional                                              |                                                       |
| 1979                                                  | Nottingham Forest                                     | 3 - 1                                                 | Malmö FF                                              | 1981                                                  | Liverpool                                             | 0 - 3                                                 | Flamengo                                              |                                                       |
| 1979                                                  | Nottingham Forest                                     | 2 - 1                                                 | FC Barcelona                                          | 1982                                                  | Aston Villa                                           | 0 - 2                                                 | Peñarol                                               |                                                       |
| 1980                                                  | Nottingham Forest                                     | 1 - 0                                                 | Hamburger SV                                          | 1984                                                  | Liverpool                                             | 0 - 1                                                 | Independiente                                         |                                                       |
| 1981                                                  | Liverpool                                             | 1 - 0                                                 | Real Madrid                                           | 1984                                                  | Liverpool                                             | 0 - 2                                                 | Juventus                                              |                                                       |
| 1981                                                  | Ipswich Town                                          | 5 - 4                                                 | AZ Alkmaar                                            | 1985                                                  | Liverpool                                             | 0 - 1                                                 | Juventus                                              |                                                       |
| 1982                                                  | Aston Villa                                           | 1 - 0                                                 | Bayern München                                        | 1994                                                  | Arsenal                                               | 0 - 2                                                 | AC Milan                                              |                                                       |
| 1982                                                  | Aston Villa                                           | 3 - 1                                                 | FC Barcelona                                          | 1995                                                  | Arsenal                                               | 1 - 2                                                 | Real Zaragoza                                         |                                                       |
| 1984                                                  | Liverpool (pen.)                                      | 1 - 1                                                 | AS Roma                                               | 1999                                                  | Manchester United                                     | 0 - 1                                                 | Lazio                                                 |                                                       |
| 1984                                                  | Tottenham (pen.)                                      | 2 - 2                                                 | Anderlecht                                            | 2000                                                  | Arsenal                                               | 0 - 0                                                 | Galatasaray (pen.)                                    |                                                       |
| 1985                                                  | Everton                                               | 2 - 1                                                 | Rapid Viena                                           | 2001                                                  | Newcastle United                                      | 4 - 4                                                 | Troyes AC (a)                                         |                                                       |
| 1991                                                  | Manchester United                                     | 2 - 1                                                 | FC Barcelona                                          | 2005                                                  | Liverpool                                             | 0 - 1                                                 | São Paulo                                             |                                                       |
| 1991                                                  | Manchester United                                     | 1 - 0                                                 | Steaua Roșie                                          | 2006                                                  | Arsenall                                              | 1 - 2                                                 | FC Barcelona                                          |                                                       |
| 1994                                                  | Arsenal                                               | 1 - 0                                                 | Parma                                                 | 2006                                                  | Middlesbrough                                         | 0 - 4                                                 | FC Sevilla                                            |                                                       |
| 1998                                                  | Chelsea                                               | 1 - 0                                                 | VfB Stuttgart                                         | 2007                                                  | Liverpool                                             | 1 - 2                                                 | AC Milan                                              |                                                       |
| 1998                                                  | Chelsea                                               | 1 - 0                                                 | Real Madrid                                           | 2008                                                  | Chelsea                                               | 1 - 1                                                 | Manchester United (pen.)                              |                                                       |
| 1999                                                  | West Ham United                                       | 3 - 2                                                 | FC Metz                                               | 2008                                                  | Manchester United                                     | 1 - 2                                                 | Zenit                                                 |                                                       |
| 1999                                                  | Manchester United                                     | 2 - 1                                                 | Bayern München                                        | 2009                                                  | Manchester United                                     | 0 - 2                                                 | FC Barcelona                                          |                                                       |
| 1999                                                  | Manchester United                                     | 1 - 0                                                 | Palmeiras                                             | 2010                                                  | Fulham                                                | 1 - 2                                                 | Atlético Madrid                                       |                                                       |
| 2001                                                  | Aston Villa                                           | 5 - 2                                                 | FC Basel                                              | 2011                                                  | Manchester United                                     | 1 - 3                                                 | FC Barcelona                                          |                                                       |
| 2001                                                  | Liverpool                                             | 5 - 4                                                 | Deportivo Alavés                                      | 2012                                                  | Chelsea                                               | 1 - 4                                                 | Atlético Madrid                                       |                                                       |
| 2001                                                  | Liverpool                                             | 3 - 2                                                 | Bayern München                                        | 2012                                                  | Chelsea                                               | 0 - 1                                                 | Corinthians                                           |                                                       |
| 2002                                                  | Fulham                                                | 5 - 3                                                 | Bologna                                               | 2013                                                  | Chelsea                                               | 2 - 2                                                 | Bayern München (pen.)                                 |                                                       |
| 2005                                                  | Liverpool (pen.)                                      | 3 - 3                                                 | AC Milan                                              | 2016                                                  | Liverpool                                             | 1 - 3                                                 | FC Sevilla                                            |                                                       |
| 2005                                                  | Liverpool                                             | 3 - 1                                                 | ȚSKA Moscova                                          | 2017                                                  | Manchester United                                     | 1 - 2                                                 | Real Madrid                                           |                                                       |
| 2006                                                  | Newcastle United                                      | 4 - 1                                                 | Lillestrøm SK                                         | 2018                                                  | Liverpool                                             | 1 - 2                                                 | Real Madrid                                           |                                                       |
| 2008                                                  | Aston Villa                                           | 3 - 2                                                 | Odense                                                | 2019                                                  | Tottenham                                             | 0 - 2                                                 | Liverpool                                             |                                                       |
| 2008                                                  | Manchester United (pen.)                              | 1 - 1                                                 | Chelsea                                               | 2019                                                  | Arsenal                                               | 1 - 4                                                 | Chelsea                                               |                                                       |
| 2008                                                  | Manchester United                                     | 1 - 0                                                 | LDU Quito                                             | 2019                                                  | Chelsea                                               | 2 - 2                                                 | Liverpool (pen.)                                      |                                                       |
| 2012                                                  | Chelsea (pen.)                                        | 1 - 1                                                 | Bayern München                                        |                                                       |                                                       |                                                       |                                                       |                                                       |
| 2013                                                  | Chelsea                                               | 2 - 1                                                 | Benfica                                               |                                                       |                                                       |                                                       |                                                       |                                                       |
| 2017                                                  | Manchester United                                     | 2 - 0                                                 | Ajax                                                  |                                                       |                                                       |                                                       |                                                       |                                                       |
| 2019                                                  | Liverpool                                             | 2 - 0                                                 | Tottenham                                             |                                                       |                                                       |                                                       |                                                       |                                                       |
| 2019                                                  | Chelsea                                               | 4 - 1                                                 | Arsenal                                               |                                                       |                                                       |                                                       |                                                       |                                                       |
| 2019                                                  | Liverpool (pen.)                                      | 2 - 2                                                 | Chelsea                                               |                                                       |                                                       |                                                       |                                                       |                                                       |
| 2019                                                  | Liverpool                                             | 1 - 0                                                 | Flamengo                                              |                                                       |                                                       |                                                       |                                                       |                                                       |

## Golgheteri
La data de 28 aprilie 2025
| Loc | Jucător                 | Poziție | Echipe din Premier League la care au jucat                                                                  | Goluri |
| --- | ----------------------- | ------- | --- | ------ |
| 1   | Alan Shearer            | A       | Blackburn Rovers, Newcastle United                                                                          | 260    |
| 2   | Harry Kane              | A       | Tottenham Hotspur, Norwich City                                                                             | 213    |
| 3   | Wayne Rooney            | A       | Everton, Manchester United                                                                                  | 208    |
| 4   | Andy Cole               | A       | Newcastle United, Manchester United, Blackburn Rovers, Fulham, Manchester City, Portsmouth, Sunderland      | 187    |
| 5   | Mohamed Salah           | A       | Chelsea, Liverpool                                                                                          | 185    |
| 6   | Sergio Agüero           | A       | Manchester City                                                                                             | 184    |
| 7   | Frank Lampard           | M       | West Ham United, Chelsea, Manchester City                                                                   | 177    |
| 8   | Thierry Henry           | A       | Arsenal | 175    |
| 9   | Robbie Fowler           | A       | Liverpool, Leeds United, Manchester City                                                                    | 163    |
| 10  | Jermain Defoe           | A       | West Ham United, Portsmouth, Tottenham Hotspur, Sunderland, Bournemouth                                     | 162    |
| 11  | Michael Owen            | A       | Liverpool, Newcastle United, Manchester United, Stoke City                                                  | 150    |
| 12  | Les Ferdinand           | A       | Queens Park Rangers, Newcastle United, Tottenham Hotspur, West Ham United, Leicester City, Bolton Wanderers | 149    |
| 13  | Teddy Sheringham        | A       | Nottingham Forest, Tottenham Hotspur, Manchester United, Portsmouth, West Ham United                        | 146    |
| 14  | Robin van Persie        | A       | Arsenal, Manchester United                                                                                  | 144    |
| 15  | Jamie Vardy             | A       | Leicester City                                                                                              | 143    |
| 16  | Jimmy Floyd Hasselbaink | A       | Leeds United, Chelsea, Middlesbrough, Charlton Athletic                                                     | 127    |
| 16  | Son Heung-min           | A       | Tottenham Hotspur                                                                                           | 127    |
| 18  | Robbie Keane            | A       | Coventry City, Leeds United, Tottenham Hotspur, Liverpool, West Ham United, Aston Villa                     | 126    |
| 19  | Nicolas Anelka          | A       | Arsenal, Liverpool, Manchester City, Bolton Wanderers, Chelsea, West Bromwich Albion                        | 125    |
| 20  | Dwight Yorke            | A       | Aston Villa, Manchester United, Blackburn Rovers, Birmingham City, Sunderland                               | 123    |
| 20  | Raheem Sterling         | A       | Liverpool, Manchester City, Chelsea, Arsenal                                                                | 123    |

Caracterele îngroșate arată fotbaliștii care încă mai joacă în Premier League; caracterele cursive arată fotbaliștii activi.

## Vezi și
- Lista campioanelor Angliei la fotbal
- EFL Championship